# Rosulje (Bugojno, BiH)
Rosulje su naseljeno mjesto u općini Bugojno, Federacija Bosne i Hercegovine, BiH.

## Povijest
Selo je stradalo u bošnjačko-hrvatskom sukobu. Tijekom bitke za Bugojno, 26. srpnja 1993. iz sela Udurlija, Luga, Čaušlija, Bristova, Rosulja, Kule i Vučipolja, Hrvati su se okupili u Crniču, odakle su preko sela Mračaja i Kupresa pošli ka Hercegovini, Hrvatskoj i dalje u svijet. Nakon bitke za Bugojno, Rosulje su potpuno uništene.

## Stanovništvo

### 1991.
Nacionalni sastav stanovništva 1991. godine, bio je sljedeći:
ukupno: 334
- Hrvati - 325
- Srbi - 9

### 2013.
Nacionalni sastav stanovništva 2013. godine, bio je sljedeći:
ukupno: 143
- Hrvati - 135
- Bošnjaci - 8